# Fiale

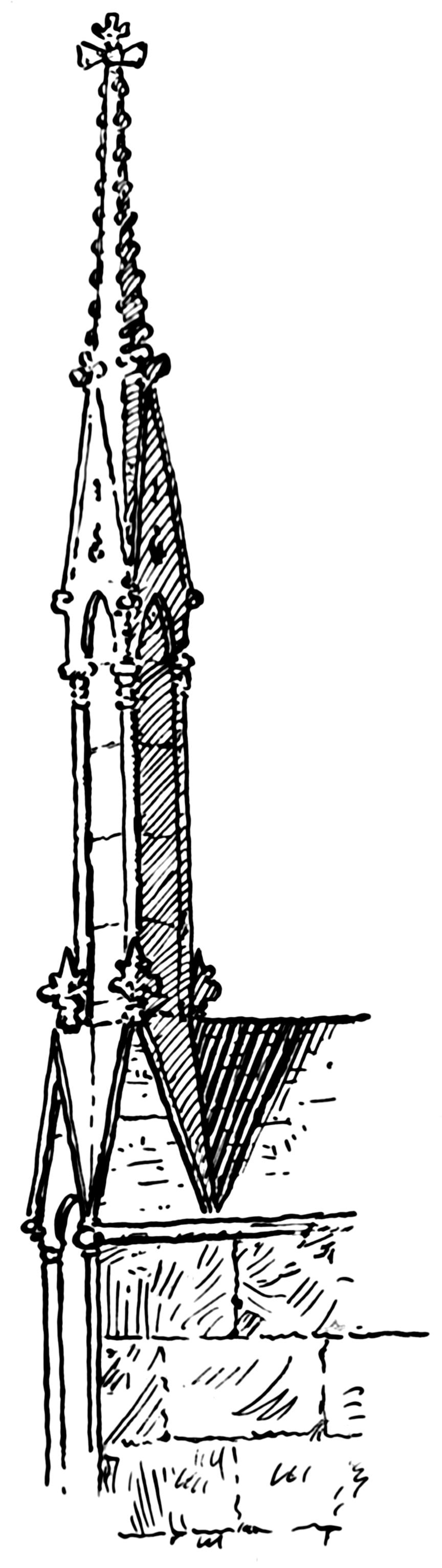
Fiale

Fialen (von italienisch foglia, Blatt oder Nadel in der Pflanzenwelt) oder Pinakel sind schlanke, spitz zulaufende, flankierende Türmchen, die in der gotischen Architektur der Überhöhung von Strebepfeilern dienen.

## Gestaltung und Konstruktion
Eine Fiale besteht im Normalfall aus drei Teilen: Auf den unteren Fuß folgt als Hauptteil der meist vier- oder achtseitiger Leib, der in der Regel mit Maßwerk-Blenden verziert sowie über jeder Seite mit einem Giebel versehen ist. Darüber erhebt sich der pyramidenförmige Helm oder Riese, der an den Kanten meist mit Krabben besetzt und von einer Kreuzblume bekrönt ist. Der Fuß kann fehlen sowie der Übergang vom Leib zum Riesen durch eine Wimpergzone bereichert sein. Zur Wasserableitung von den Dächern ist manchmal durch den Leib der Fiale hindurch ein schmaler Schlitz gelegt und vor ihn ein Wasserspeier gesetzt.
Helm und Riese sind oft ähnlich gestaltet wie die Bekrönung eines Wimpergs, der manchmal von einem Paar Fialen gerahmt ist.
Fialen sind aus Werksteinen oder Ziegelformsteinen gemauert. Neben der ästhetischen Funktion der Bauzier haben Fialen beim gotischen Strebewerk oder bei Strebepfeilern auch eine zusätzlich wichtige statische Funktion, da sie als Auflast den seitlichen Schub aus den Strebebögen umleiten.

Fialen können auch als rein verzierende Bekrönungen dienen, etwa von repräsentativen Schildgiebeln, wie beim Rathaus Münster. Manchmal dienen Fialen auch als Träger von Bildsäulen. 

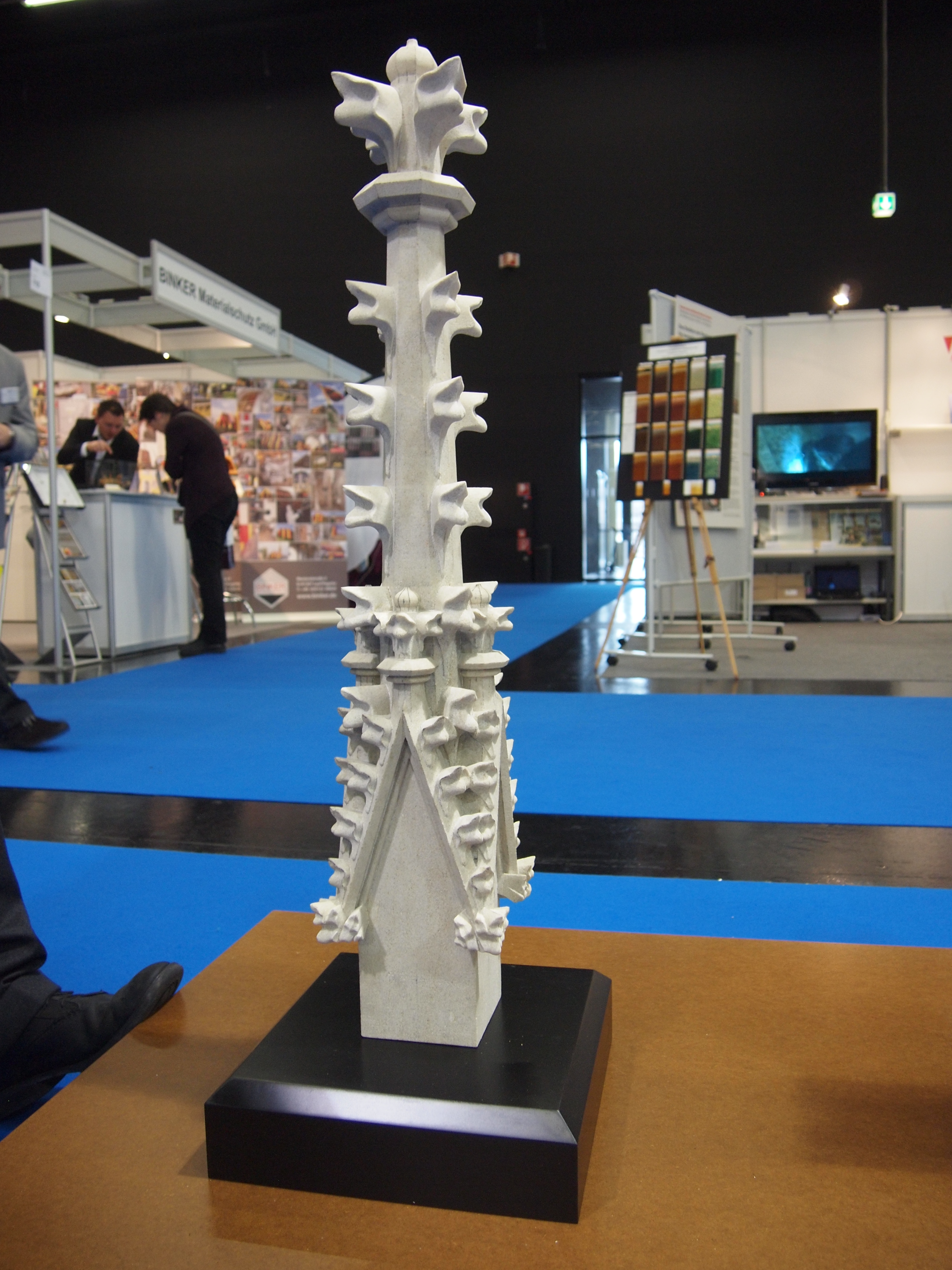
Oberer Teil einer Fiale aus der Bauhütte des Kölner Doms

## Fialen in Werkmeisterbüchern
Eine wichtige wissenschaftliche Quelle zum Entwurf gotischer Fialen sind erhaltene mittelalterliche Werkmeisterbücher:
- Matthäus Roritzer: Büchlein der Fialen Gerechtigkeit (1486)[3]
- Hans Schmuttermayer: Fialenbüchlein (1489)[4]  - Bildbeispiele

Bildbeispiele
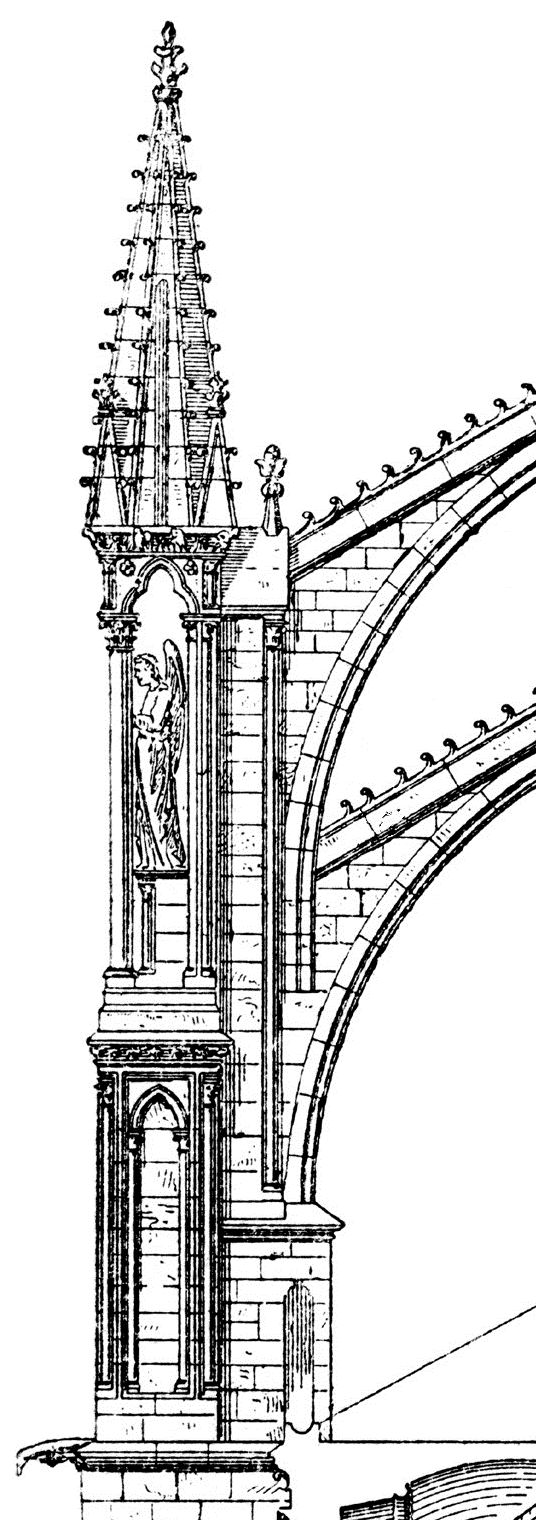
Äußere Fiale am Strebewerk der Kathedrale von Reims
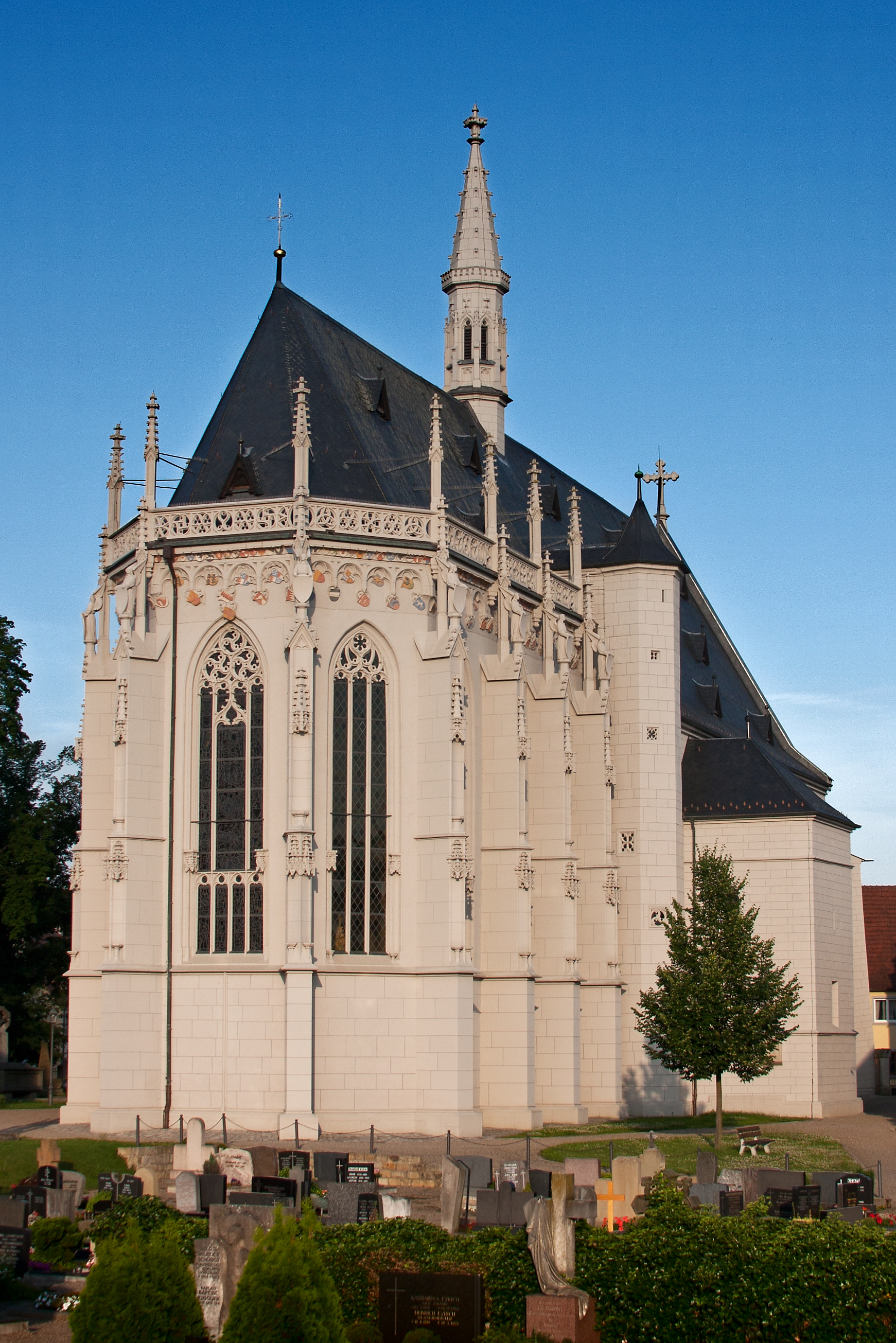
Fialenkranz am Chor der Ritterkapelle Hassfurt
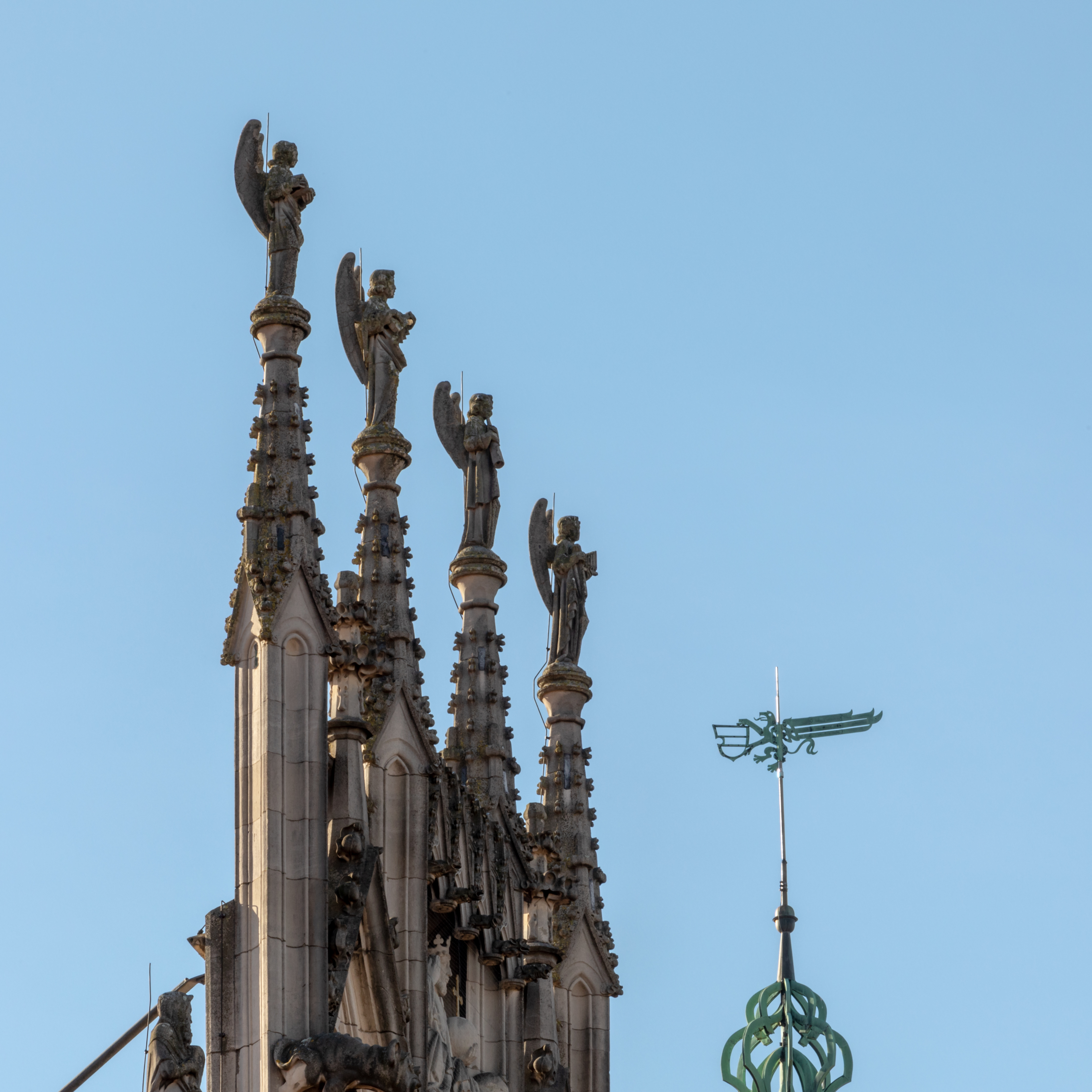
Schmuck-Fialen auf dem Giebel des Rathauses von Münster/Westfalen
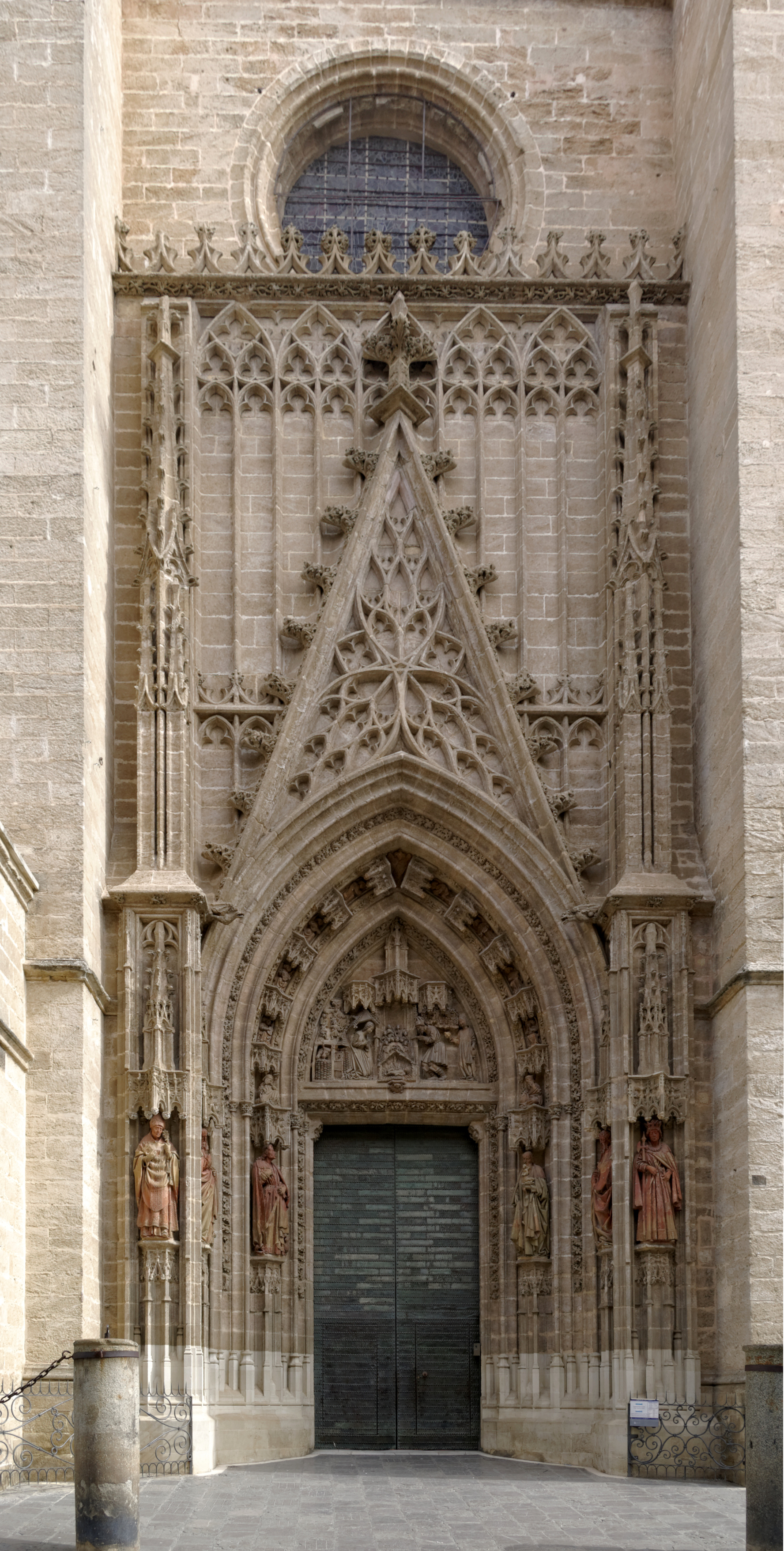
Flankierende Fialen an einem Wimperg (Portal von San Miguel, Sevilla)

  - Äußere Fiale am Strebewerk der Kathedrale von Reims
  - Fialenkranz am Chor der Ritterkapelle Hassfurt
  - Schmuck-Fialen auf dem Giebel des Rathauses von Münster/Westfalen
  - Flankierende Fialen an einem Wimperg (Portal von San Miguel, Sevilla)